# Taete
Taete är en ö i Kiribati.   Den ligger i örådet Abaiang och ögruppen Gilbertöarna, i den norra delen av landet, 70 km norr om huvudstaden Tarawa. Arean är 0,22 kvadratkilometer.
Terrängen på Taete är mycket platt. Öns högsta punkt är 17 meter över havet. Den sträcker sig 0,6 kilometer i nord-sydlig riktning, och 0,7 kilometer i öst-västlig riktning.